# Pierre Furter
Pierre Furter (1931, La Chaux-de-Fonds, Suiza- marzo de 2020, Ginebra) fue un filósofo, pedagogo, antropólogo y escritor suizo especializado en la educación comparada, la filosofía y la antropología de la educación. Trabajó como asesor de la Unesco en los campos de las políticas educativas y culturales, con una orientación hacia el principio de la democracia cultural y del desarrollo económico y social.

## Trayectoria
Estudió filosofía y pedagogía en las universidades suizas de Lausanne y Neuchâtel. Se especializó en literatura comparada en Lisboa, Zúrich y Recife. Después de doctorarse en filosofía de la educación, trabajó durante largo tiempo en América Latina, primero en Brasil y luego en Venezuela, en calidad de consultor y técnico de programas educativos de la Unesco, dedicándose preferencialmente al campo de la educación de los adultos, educación comunitaria y planificación de políticas educativas, y a este respecto tuvo ocasión de desarrollar teóricamente argumentaciones y conceptos referidos al desarrollo sociocultural.[cita requerida]
Sus preocupaciones le hicieron converger con destacadas figuras del pensamiento, entre otros con Juan Carlos Tedesco, con Iván Ilich y, en  particular, con Paulo Freire. Con estos últimos fue coautor del texto Educação para a mudança social (1974).[cita requerida]
Prestó central atención a las determinaciones y condicionantes contextuales de los procesos educativos, manifestada en sus estudios sobre las escuelas en contextos rurales, abogando por la oportunidad de la descentralización de las políticas educativas, a fin de acoger el protagonismo de las comunidades locales.[cita requerida]
En esta dirección, quizás bajo la influencia de algunas conexiones familiares con el mundo del exilio político republicano en España en el tiempo de la dictadura franquista, tuvo ocasión de examinar la historia de la educación popular en los años 30 del siglo XX, con particular atención a la iniciativa de las Misiones Pedagógicas y al cine creado por Luis Buñuel; se detuvo en el análisis de los efectos de la Ley General de Educación de 1970 en los escenarios rurales, lo que le llevó a examinar el caso gallego, dando lugar a una fructífera comunicación académica con profesores de la Universidad de Santiago, de donde derivaría su nombramiento como doctor honoris causa de dicha universidad en 2000.[cita requerida]
Conviene señalar que, luego de su periplo iberoamericano, se incorporó como profesor en la Facultad de Psicología y Ciencias de la Educación de la Universidad de Ginebra, donde ejerció su docencia hasta su jubilación en 1997 (luego fue nombrado profesor honorario). En este tiempo ginebrino fue presidente de la Sociedad Suiza para la Investigación Educativa y vicepresidente de la Asociación Francófona de Educación Comparada, consultor del Instituto Internacional de Planificación Educativa de París y representante de la Confederación Suiza en diversas conferencias internacionales sobre educación.[cita requerida]

### Educación permanente y desarrollo regional
A Pierre Furter se le atribuye haber sido quien propuso el término educación permanente en el marco de la Tercera Conferencia Mundial de Educación de Adultos, celebrada en Tokio en 1972.[cita requerida]
En sus primeros años en Brasil colaboró estrechamente con Paulo Freire en las campañas de alfabetización, siendo uno de los prologuistas de la primera edición de Educación práctica de la libertad, de ese autor.
En el libro que comparte con Freire e Iván Illich, Educación para el cambio social,
Furter define la educación permanente como “un proceso que debe continuar durante toda la vida”. En el desarrollo de sus argumentaciones, señala tres fases:
- "La educación permanente como un proceso de desarrollo individual integral” absolutamente necesario ante el aumento y renovación acelerada de los conocimientos adquiridos, los cambios tecnológicos, la discrepancia entre las aspiraciones de la población y la capacidad de los sistemas para satisfacerlas, así como la participación creciente de la población en las dinámicas del desarrollo.
- “La educación permanente como sistematización o sistema de educación integral”, donde señala que este modelo o perspectiva educativa se ha ido extendiendo mediante fórmulas variadas: el adiestramiento acelerado, los programas de formación ocupacional y de participación para jóvenes, los programas de reconversión de mano de obra, la institucionalización de los programas de formación y educación de adultos, así como su integración en los planes de desarrollo.
- “La educación permanente como estrategia cultural en un proceso de desarrollo integral”. En ella, hace referencia a aspectos de orden esencialmente cualitativo y propiciadores de la democracia cultural: socioculturales, identitarios, de representación y autoestima colectiva como motores de autoformación y desarrollo regional.[cita requerida]

Furter pone en juego los conceptos de educación permanente y desarrollo regional como motores de educabilidad, autoformación, cohesión comunitaria y desarrollo regional.[cita requerida]
Aspecto importante en sus investigaciones fue el estudio y denuncia de las relaciones de poder presentes en las dinámicas de desarrollo cultural y educativo. Furter puso el acento en la importancia de las dinámicas económicas, políticas y de poder que condicionan las relaciones centro-periferia, norte-sur y que afectan no solamente al acceso a los recursos socioeducativos, sino que determinan igualmente las narrativas estereotipadas de exclusión/inclusión que están detrás de las dinámicas de desarrollo cultural y educativo.[cita requerida]
Este fenómeno lo estudia con sumo rigor cuando analiza el abandono educativo que históricamente ha sufrido la comarca española de Las Hurdes (1994) y que, ante la interpretación oficial, que se fundamenta en condicionantes de aislamiento geográfico y falta de recursos, Furter demuestra que son los condicionantes socioculturales y las representaciones narrativas que el poder educativo tiene sobre la comarca y sus habitantes la verdadera causa del retraso y el abandono que sufren sus habitantes.[cita requerida]
Furter, desde una posición de militancia política y educativa, analiza también la importancia que, desde el punto de vista educativo y de desarrollo, han tenido movimientos tales como las misiones culturales mexicanas, el "Agit Prop" soviético o el movimiento de las misiones pedagógicas en la España republicana de los años 30 del siglo pasado, fenómeno que Furter analiza con precisión y extensión.[cita requerida]
Furter pone el énfasis en los aspectos identitarios y narrativos que condicionan la autoestima de la colectividad como motor de educabilidad y desarrollo. Son estos aspectos, relacionados con las narrativas de consenso y convivencia, con la autoestima colectiva y con la capacidad organizativa de los propios miembros de la comunidad los que permiten el empoderamiento individual y colectivo, el desarrollo sociocultural y una formación permanente que se genera en el seno de las propias comunidades regionales.

### Educogenia y educación difusa
El concepto de educogenia surge, desde el principio, de la necesidad de caracterizar los contextos que se vuelven educativos fuera de los procesos escolares, contextos que luego recibirían el nombre de educación no formal o educación informal. Pierre Furter rechaza estos anglicismos porque aluden a lo que no es y no a lo que realmente es. Prefiere llamarlos educación difusa. La educogenia se refiere al potencial educativo de tales contextos.[cita requerida]
Generalmente se asume que el ambiente social constituido por estos contextos demarca su nivel educativo y se enriquecerá con las intervenciones que se desarrollen en ellos. Por ejemplo, en situaciones de baja cualificación escolar, los modos de aprendizaje se refieren a las formas en que las poblaciones se organizan para adquirir el dominio de nuevas situaciones, necesariamente diferentes de las enmarcadas por el aprendizaje escolar.[cita requerida]
Es la búsqueda de la capacidad necesaria para alcanzar los objetivos personales y grupales, a menudo quedan implícitos o comprendidos solo en el contexto donde se desarrollan, lo que define los espacios de formación como heterogéneos en relación con las perspectivas educativas y al tomar en consideración las prácticas de vida cotidiana de las comunidades. Su evaluación externa ha de depender, pues, de los objetivos considerados.[cita requerida]
En el caso del desarrollo comunitario, busca "comprender el sustrato del desarrollo cultural que manifiesta la capacidad de una población para convertirse en protagonista de los cambios que producen agentes endógenos o exógenos en la continuidad de sus tradiciones culturales" (Furter, 1983, pp 48).
La comprensión del desarrollo de un contexto dado, por lo tanto, impulsa a avanzar en tres direcciones, según Furter (1983, pp. 53): i) las experiencias de formación, vividas individual o colectivamente, ii) las "entradas" educativas ya adquiridas, vividas en sistemas escolares o en otros sistemas de aprendizaje y iii) la interacción con el contexto, tanto en las relaciones de los grupos “in situ” como de las ofertas externas, y hoy no se puede olvidar la importancia de los medios de comunicación.[cita requerida]

## Obras
- La Vie morale de l'adolescent (1965)
- Educaçâo e vida (1966)
- Possibilités et limites de l'alphabétisation fonctionnelle (1973)
- Educaçâo e Reflexâo (1974)
- Educación para el Cambio Social (1974) (Texto elaborado con P. Freire e Y. Ilich).
- Le Planificateur et l'éducation permanente (1977)
- L'INCE: [Institut national de coopération éducative]: et la formation technique et professionnelle au Venezuela (1978)
- Les systemes de formation dans leurs contextes (1980)
- Les espaces de la formation. Essai de microcomparaison et de microplanification (1983)
- L'articulation de l'éducation scolaire et de la formation extrascolaire (1984)
- Les enjeux et les perspectives des politiques des ressources humaines dans les programmes de planification de l´éducation (1988).
- Mondes revés. Formes et expressions de la penseé imaginaire (1995)
- Discursos de investidura como Doutor Honoris Causa (2000): Heurs et malheurs des Sciences de l´Éducation
- “Luis Buñuel. Educador e pedagogo”, Revista Galega do Ensino, 35 (2002), pp. 69-105.